# Gonypetella
Gonypetella es un género de las mantis, de la familia Mantidae, del orden Mantodea, con las siguientes especies:

## Especies
- Gonypetella atra
- Gonypetella atrocephala
- Gonypetella australis
- Gonypetella carinata
- Gonypetella deletrix
- Gonypetella flavicornis
- Gonypetella fusca
- Gonypetella fuscipes
- Gonypetella infumata
- Gonypetella ivoirensis
- Gonypetella kilimandjarica
  - Gonypetella kilimandjarica hyaloptera
  - Gonypetella kilimandjarica kilimandjarica
  - Gonypetella kilimandjarica similis
- Gonypetella punctata